# Belgie na Letních olympijských hrách 1928
Belgie se účastnila Letní olympiády 1928 v nizozemském Amsterdamu. Zastupovalo ji 186 sportovců (175 mužů a 11 žen) v 15 sportech.

## Medailisté
| Medaile | Jméno                                            | Sport     | Soutěž                       |
| ------- | ------------------------------------------------ | --------- | ---------------------------- |
| Stříbro | Edmond Spapen                                    | Zápas     | muži volný styl do 56 kg     |
| Bronz   | Léonard Steyaert                                 | Box       | Muži váha střední do 72,6 kg |
| Bronz   | Léon Flament François de Coninck Georges Anthony | Veslování | Muži dvojka s kormidelníkem  |